# 아프리카땅다람쥐속
아프리카땅다람쥐속(Xerus)은 다람쥐과에 속하는 설치류 속이다. 아프리카에서만 발견되는 4종을 포함하고 있다. 아프리카에 서식하는 다른 땅다람쥐 속은 모로코 남서부와 서사하라 북부에서 발견되는 바르바리땅다람쥐속이 있다. 1971년 카나리아 제도에 도입된 이후 섬을 점령했다.

## 하위 종
- 줄무늬땅다람쥐 (X. erythropus)
- 케이프땅다람쥐 (X. inauris)
- 산악땅다람쥐 (X. princeps)
- 민무늬땅다람쥐 (X. rutilus)